# Мраморная тигровая цапля
Мраморная тигровая цапля, или мраморная тигровая выпь (лат. Tigrisoma lineatum) — вид околоводных птиц из семейства цаплевых.

## Описание
Мраморная тигровая цапля является цаплей среднего размера: общая длина тела от кончика клюва до кончика хвоста 66—76 см, масса от 630 до 980 г. Окраска оперения у обоих полов одинаковая: голова, шея и грудь тёмные красновато-каштановые с двумя белыми продольными полосами спереди посередине. Крылья и спина сверху тёмные сервато-бурые с коричневатым и зеленоватым оттенками и очень тонким струйчатым рисунком из более тёмных и светлых поперечных полос. Брюхо охристо-бурое. Хвост чёрный с узкими белыми поперечными полосами. Клюв темный, у основания желтоватый. Ноги темные с зеленоватым оттенком. Радужка глаз и неоперенные участки кожи вокруг глаз и клюва ярко-желтые. В отличие от других тигровых цапель, у мраморной нет пудреток на спине.
Основной фон окраски молодых птиц ржаво-охристый с широкими поперечными черными полосами на перьях. На крыльях и особенно спине эти полосы настолько широкие, что чёрный цвет там преобладает. Горло, середина груди и брюхо белые. Взрослое оперение молодые птицы обретают в возрасте около пяти лет.
Взрослую мраморную тигровую цаплю легко отличить от полосатой и гологорлой тигровых цапель по красновато-каштановому, а не серому, оперению на голове и шее. Однако различать молодых птиц этих видов достаточно сложно.
Основной звук мраморной тигровой цапли — низкое парное уханье, часто издаваемое ночью. Она также может издавать быструю серию резких коротких звуков, уменьшающихся по громкости и скорости, и продолжительное уханье, передаваемое как «ууууууу-уух», которое заметно усиливается в конце.

## Ареал и места обитания
Ареал мраморной тигровой цапли охватывает большую часть Южной Америки и юг Центральной от восточной прибрежной (низовья рек, впадающих в Карибское море) части Никарагуа и крайнего востока Гондураса (бассейна реки Рио-Крута) на севере через всю Амазонию до северо-востока Аргентины, южных берегов эстуария Ла-Плата, на юге. В Южной Америке западнее Анд эта птица проникает только в северной их части — на западе Венесуэлы, севере и западе Колумбии и северо-западе и западе Эквадора, где на юг она проникает до северо-восточных берегов залива Гуаякиль. В Центральной Америке от Гондураса до центра Панамы мраморная тигровая цапля встречается только в районах, прилегающих к карибскому побережью и только в Восточной Панаме она распространена как на берегах Дарьенского залива в Карибском море, так и на побережье Панамского залива на тихоокеанской стороне.
Мраморная тигровая цапля образует 2 подвида:
- Tigrisoma lineatum lineatum (Boddaert, 1783) — номинативный подвид, распространенный от Гондураса до северо-востока Боливии и в Амазонии;
- Tigrisoma lineatum marmoratum (Vieillot, 1817) — южный подвид, встречающийся от юго-востока Боливии до юга Бразилии и северо-востока Аргентины.

Обитает по берегам различных тропических равнинных лесных водоёмов и болот, в основном на высоте до 500 м над уровнем моря, хотя в Колумбии встречается до 1600 м. Ведет в основном сумеречный и, как правило, одиночный образ жизни.

## Питание
Питается в основном рыбой, ракообразными, водяными жуками и личинками стрекоз, но может поедать также взрослых стрекоз и кузнечиков. Охотится обычно в одиночку, в неглубоких водоемах или на влажных участках леса.

## Фото

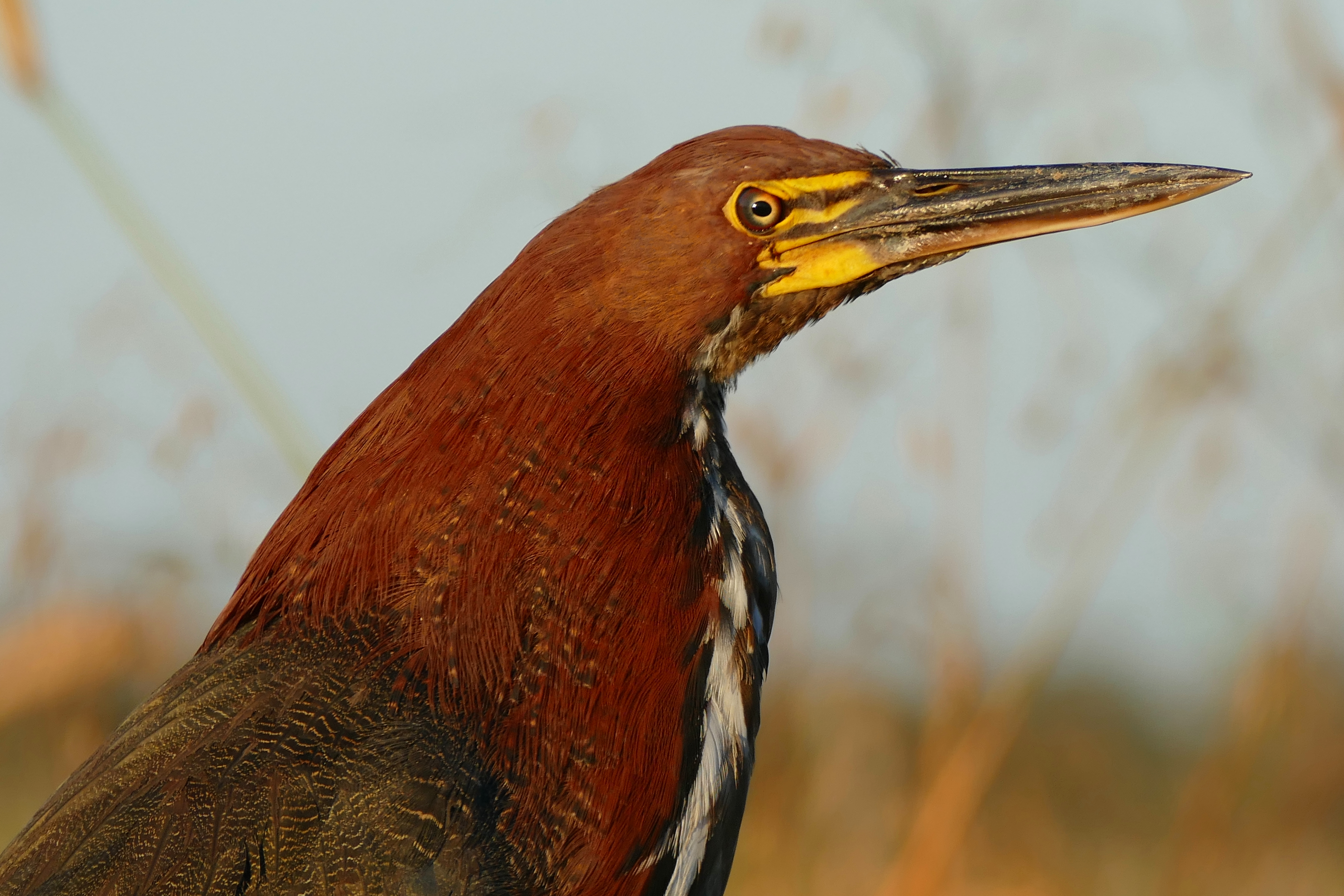
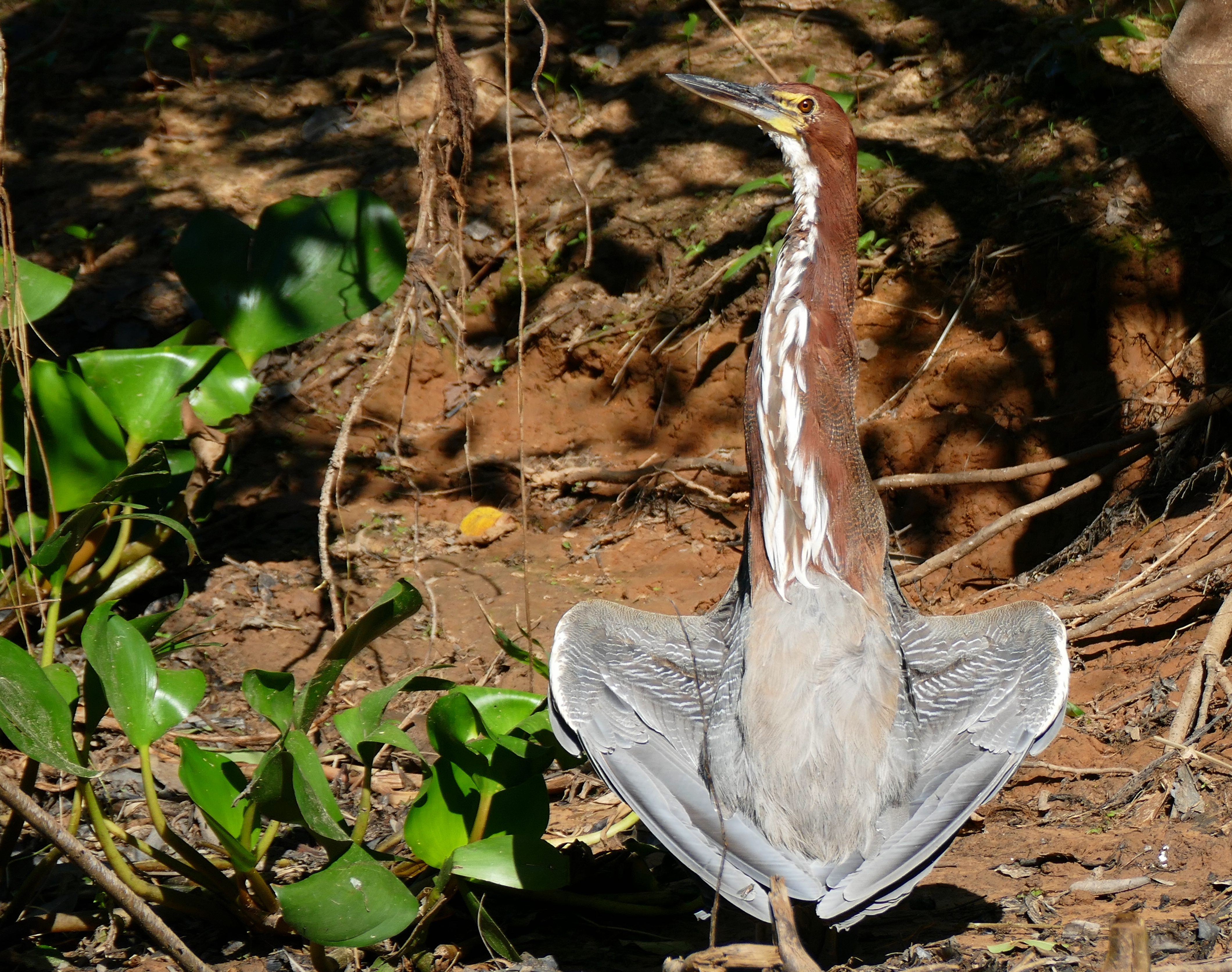
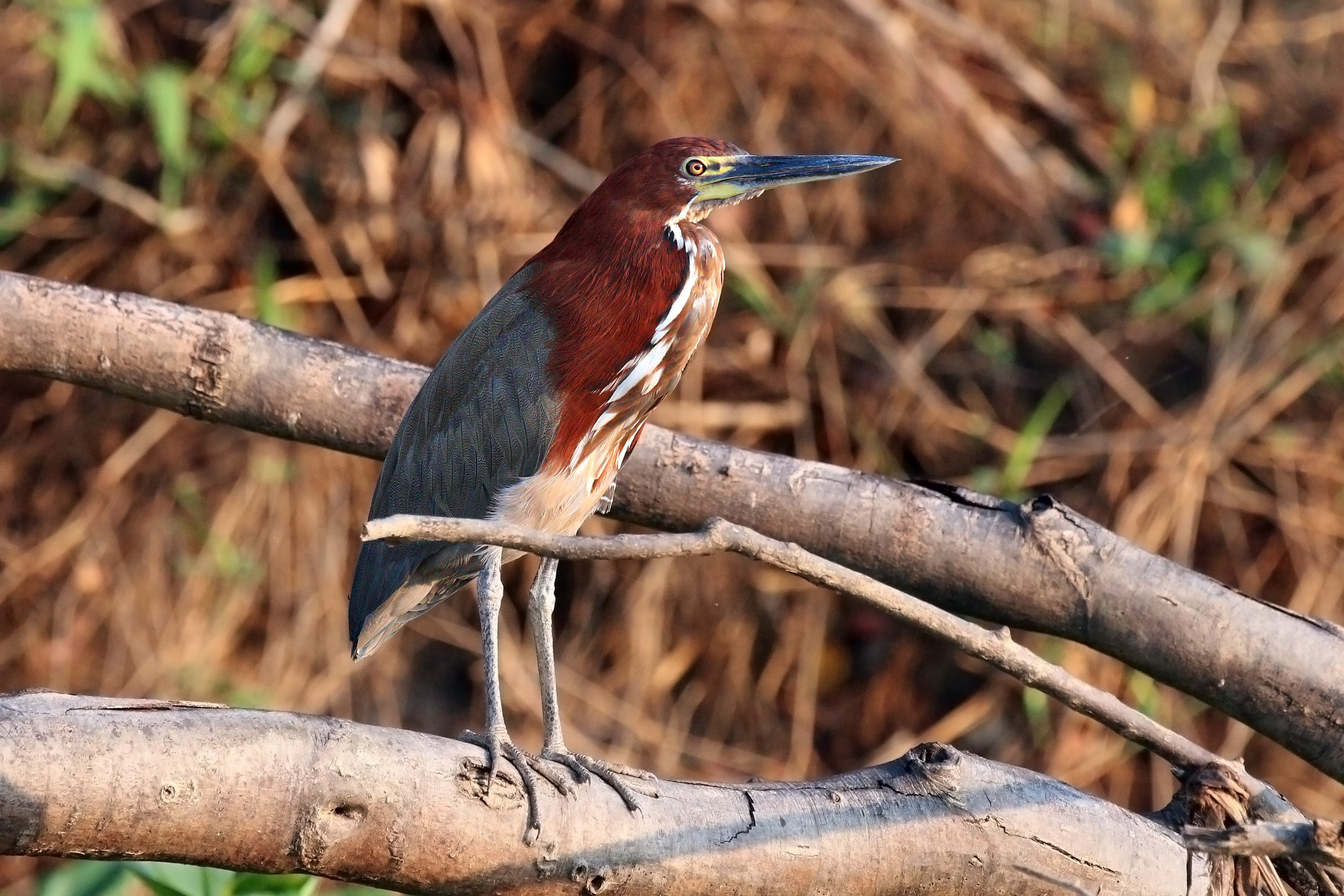
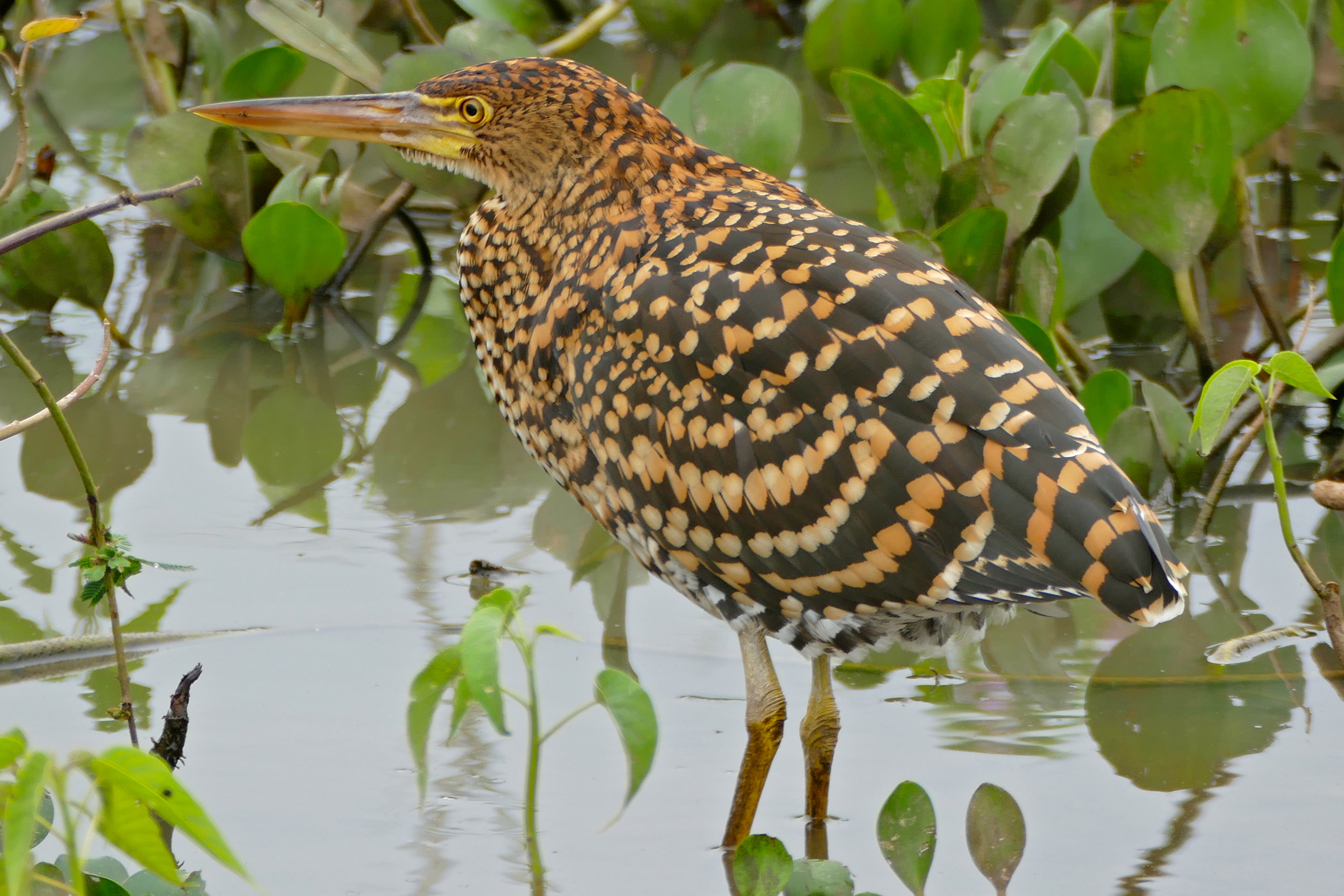
Молодая птица
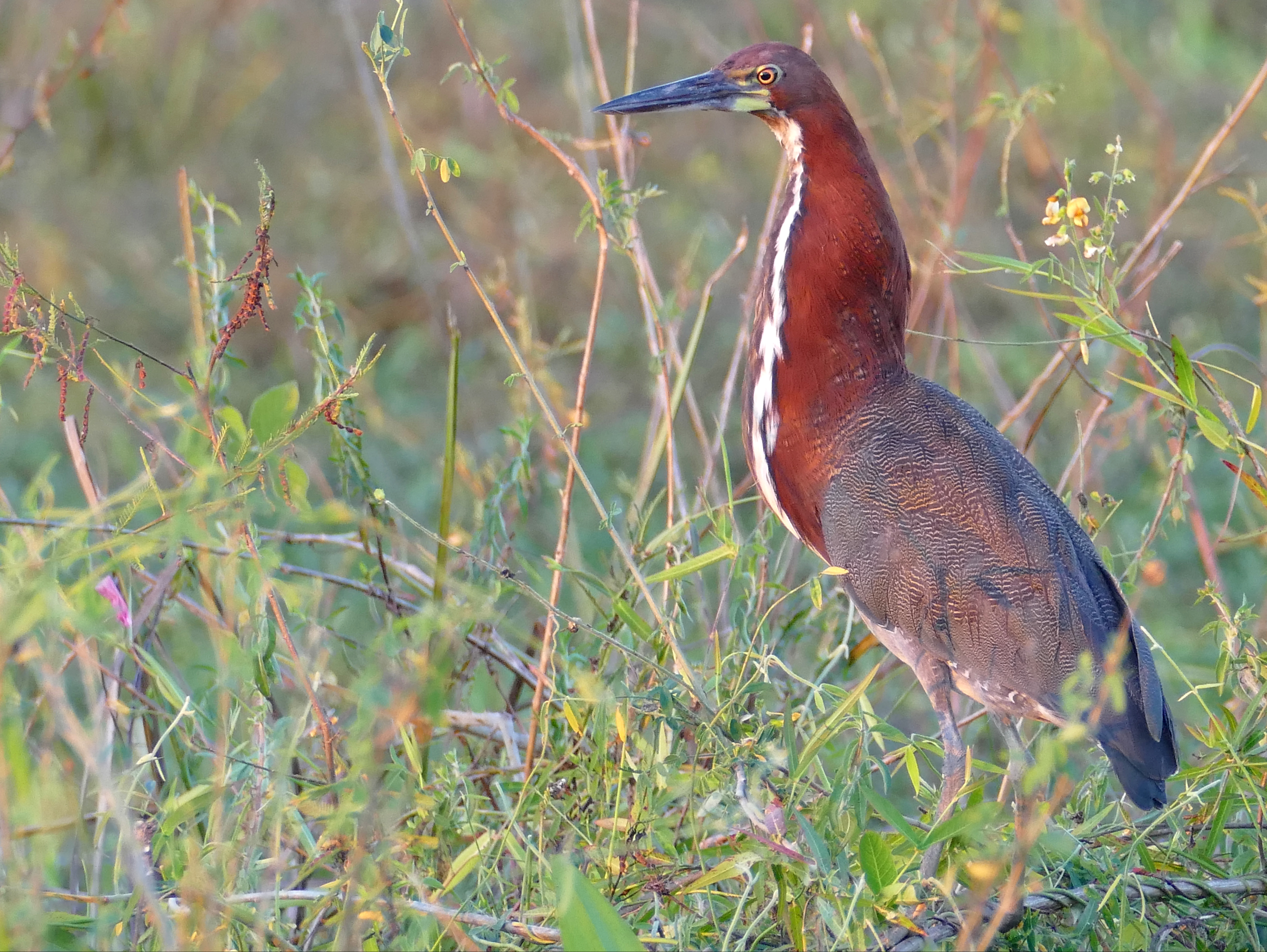
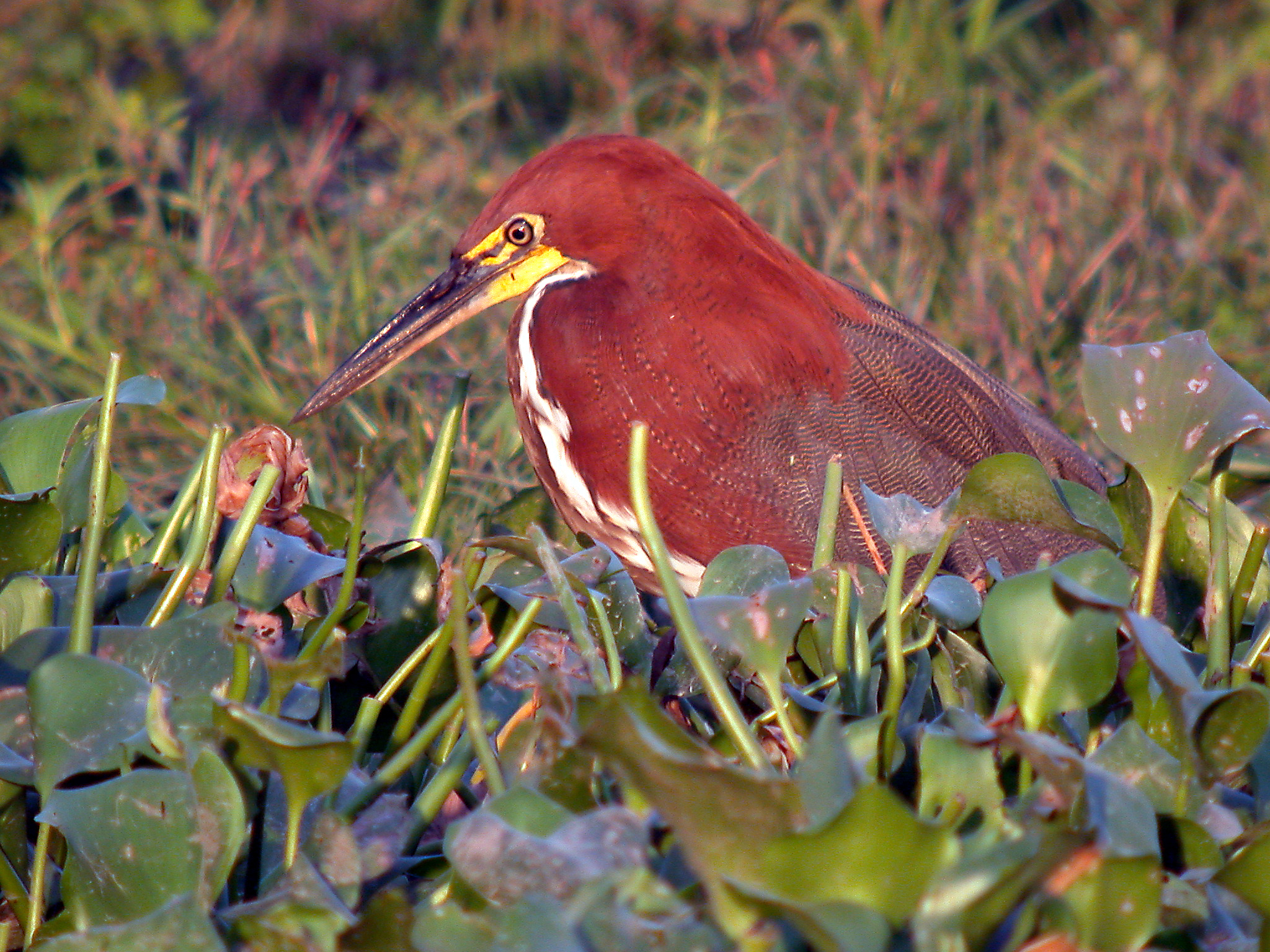